# Miletus gethusus
Miletus gethusus är en fjärilsart som beskrevs av Hans Fruhstorfer 1917. Miletus gethusus ingår i släktet Miletus och familjen juvelvingar. Inga underarter finns listade i Catalogue of Life.